# Ormyrus caeruleus
Ormyrus caeruleus är en stekelart som beskrevs av Walker 1850. Ormyrus caeruleus ingår i släktet Ormyrus och familjen kägelglanssteklar.
Artens utbredningsområde är Tyskland. Inga underarter finns listade i Catalogue of Life.